# Dentalina
Dentalina es un género de foraminífero bentónico de la subfamilia Nodosariinae, de la familia Nodosariidae, de la superfamilia Nodosarioidea, del suborden Lagenina y del orden Lagenida. Su especie-tipo es Nodosaria cuvieri. Su rango cronoestratigráfico abarca desde el Cretácico inferior hasta la Actualidad.

## Clasificación
Se han descrito numerosas especies de Dentalina. Entre las especies más interesantes o más conocidas destacan:
- Dentalina abyssallica
- Dentalina aciculata
- Dentalina aculeata
- Dentalina acuticauda
- Dentalina albatrossi
- Dentalina basiplanata
- Dentalina catenulata
- Dentalina cooperensis
- Dentalina cuvieri
- Dentalina decepta
- Dentalina frobisherensis
- Dentalina halkyardi
- Dentalina hancocki
- Dentalina ittai
- Dentalina legumen
- Dentalina leguminiformis
- Dentalina melvillensis
- Dentalina mucronata
- Dentalina mutabilis
- Dentalina mutsui
- Dentalina obliquecostata
- Dentalina pauperata
- Dentalina ruidarostrata
- Dentalina semiinornata
- Dentalina solvata
- Dentalina subarcuata
- Dentalina subcostata
- Dentalina tauricornis
- Dentalina throndheimensis
- Dentalina vertebralis

Un listado completo de las especies descritas en el género Dentalina puede verse en el siguiente anexo.